# Notitia Dignitatum
A Notitia dignitatum é um documento único que descreve a administração do Império Romano. Trata-se de um dos poucos documentos sobre o governo romano que chegaram até a atualidade. O documento detalha a organização administrativa do império, oriental e ocidental, desde a própria corte até o nível provincial. Acredita-se que contém a informação atualizada da década de 420 d.C. para o Império Romano do Ocidente e da década de 400 d.C. para o Império Romano do Oriente; no entanto, não se pode dar uma data precisa.
Há várias cópias dos séculos XIV e XV, além de uma iluminura de 1542, que é um tipo de manuscrito antigo contendo elementos decorativos coloridos. Todas procedem de um único manuscrito perdido que continha vários documentos de grande valor.
A Notitia deriva o seu nome da descrição inicial dos manuscritos:
| “ | Notitia dignitatum omnium tam civilium quam militarium utriusque imperii occidentis orientisque. hoc documentum rationem reddit de structura et administratione imperii Romani aetate Theodosiana. ultima redactio notitiae dignitatum a primis decenniis saeculi quinti provenit. | ” |